# Баллимони
Баллимо́ни (англ. Ballymoney, ирл. Baile Monaidh — усадьба на торфяниках) — малый город района Баллимони, столица района, находящийся в графстве Антрим Северной Ирландии.
У Баллимони есть три города-побратима:  Дуглас (остров Мэн),  Бенбрук (Техас) и французский город  Ванв.

## Демография
Баллимони определяется Northern Ireland Statistics and Research Agency (NISRA) как малый таун (то есть как город с населением от 4500 до 10000 человек).

## Транспорт
Местная железнодорожная станция была открыта 4 декабря 1855 года и закрыта для товароперевозок 4 января 1965 года.